# Bazainville
Bazainville là một xã của Pháp, nằm ở tỉnh Yvelines trong vùng Île-de-France.
Người dân ở đây trong tiếng Pháp gọi là Bazainvillois.

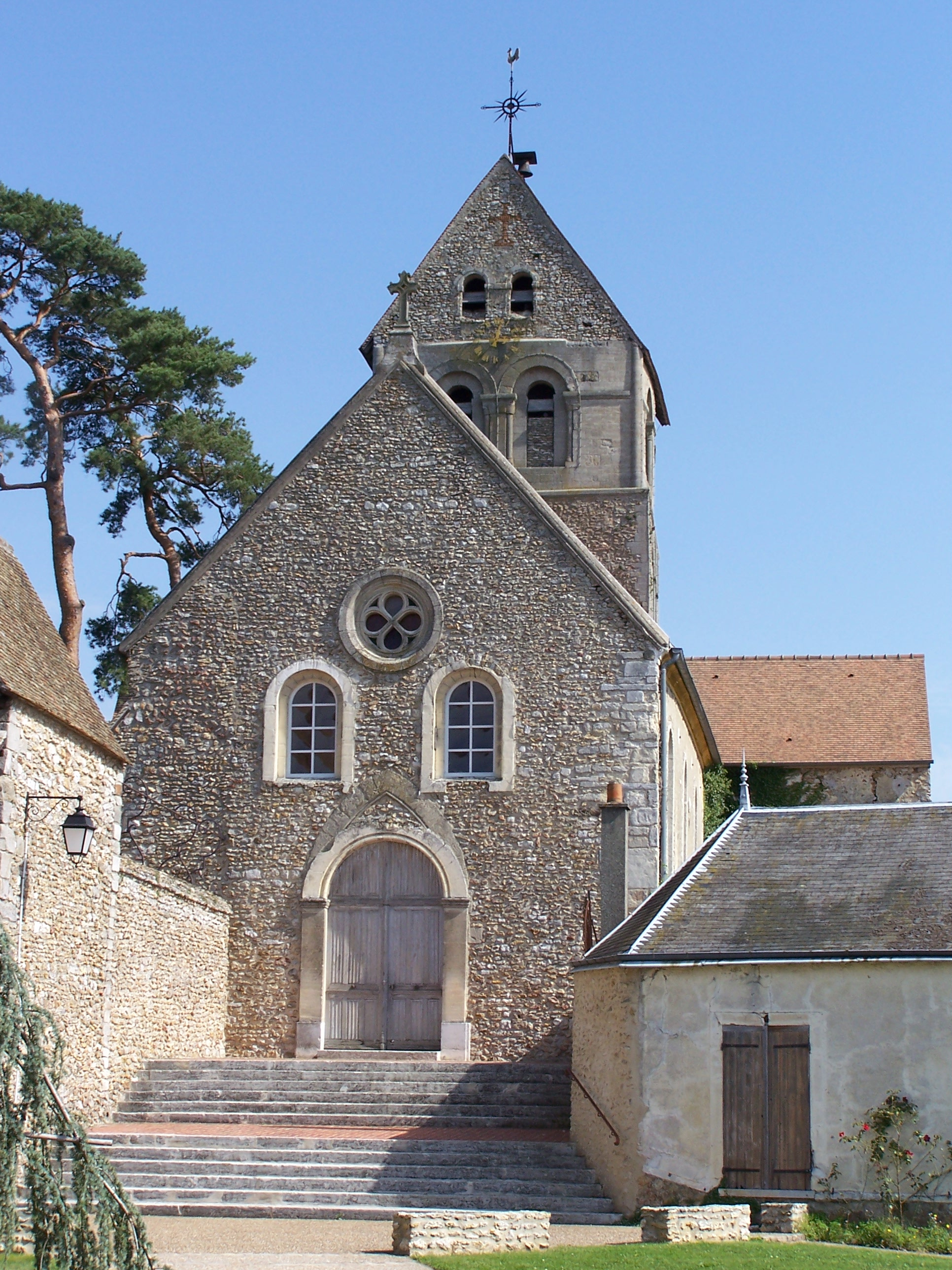
Nhà thờ Saint-Nicolas

Các xã giáp ranh Bazainville là: Orgerus về phía đông bắc, Millemont về phía đông, Gambais về phía nam, Maulette về phía tây nam, Richebourg về phía tây và Tacoignières về phía tây bắc.